# Molette (art plastique)
Pour les articles homonymes, voir Molette.

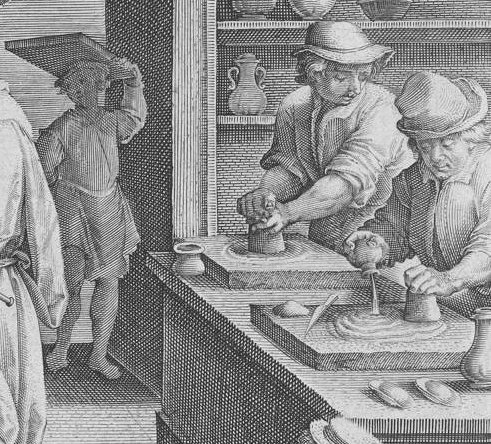
Porphyres utilisés avec une molette pour la préparation de pigments dans l'atelier de Jan van Eyck, (détail, 1593).

Une molette est l'outil destiné au broyage des pigments dans leur liant afin de fabriquer de la peinture ou pour pulvériser des substances solides en pharmacie.

## Historique
L'encyclopédie de Diderot mentionne l'existence des molettes pour le broyage des corps durs en chimie et en peinture, historiquement les molettes sont en porphyre.

## Caractéristiques
Une molette comporte deux parties :
- une poignée verticale
- une base dépolie

Les caractéristiques d'une molette sont :
- son diamètre : de 38 mm à 140 mm
- sa matière : de cristal, de verre, de marbre, de porphyre, d'agate ou de granit

Le choix du diamètre dépend de la quantité de poudre à préparer.
Le choix de la matière influe sur l'imperméabilité de la molette et sur sa dureté, cette dureté doit être supérieure à celle des pigments à broyer.
La dureté est exprimée sur par échelle de Mohs pour les différentes matières :
| Matière                  | Dureté Mohs |
| ------------------------ | ----------- |
| Agate                    | 7           |
| Verre                    | 6 à 7       |
| Granit                   | 6 à 7       |
| Porphyre                 | 6           |
| Marbre                   | 3           |
| Cristal (verre au plomb) | ?           |

La dureté de la molette doit être supérieure à la dureté des pigments broyés, certains oxydes ont des duretés voisines ou supérieures à certaines molettes.

## Utilisation
Le pigment mouillé de son liant est déposé sur une plaque dure en verre par exemple, (le mouillage peut avoir été fait sur cette même plaque), la molette est déposée dessus la base posée sur le pigment à broyer. Il faut alors déplacer la molette en faisant des cercles ou en faisant des huit afin de réaliser l'opération de broyage et de dispersion. 
Quand on fait le mouvement de broyage, la molette est soit à plat soit très légèrement inclinée afin d'éviter l'effet ventouse qui se produit quand elle mise à plat.
Le broyage doit se faire à faible vitesse afin de ne pas échauffer le pigment qui s'altérerait.

## Controverses

### Utilité de la molette
Une controverse existe quant à l'utilité de broyer les pigments actuels à la molette, en effet le broyage industriel des pigments permet une grande finesse des poudres qui n'existait pas avant l'ère industrielle, de ce fait la molette n'aurait plus d'effet sur la finesse de la poudre des pigments, elle n'agirait que sur la dispersion du pigment dans le liant. Dans cet esprit, certains peintres qui fabriquent leur peinture remplacent la molette pour un simple couteau à peindre.

### Molettes en granit
Le granit est une roche composite dont tous les constituants n'ont pas la même dureté, il pourrait y avoir une usure prématurée de la molette ou une pollution du pigment broyé par les grains séparés de la molette.